# Risciò

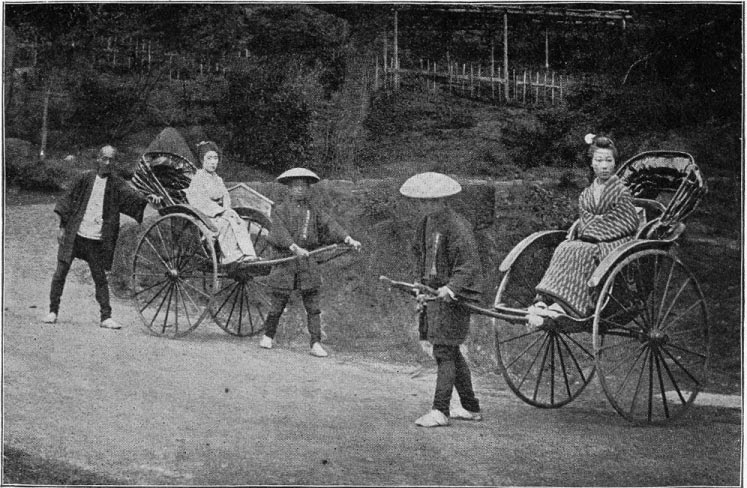
Due risciò in Giappone (1897)

Il risciò o risció è un mezzo di trasporto che, nella sua forma originale, utilizza la forza umana per la trazione del mezzo. Il risciò è composto da un carrello a due ruote sul quale possono prendere posto una o due persone. Il conducente si inserisce tra due lunghe sbarre trainando il mezzo. Il risciò è un mezzo di trasporto molto diffuso in Asia e in Africa, dove è noto anche come pousse-pousse, ma anche in Sudamerica.
A seguito di nuove norme si sono quindi diffusi i ciclorisciò o gli autorisciò. Nel primo caso il conducente muove il risciò per mezzo di una bicicletta a cui è attaccato il carrello, mentre nel secondo il risciò è mosso da un motore motociclistico.

## Etimologia
La parola risciò è un prestito dall'inglese rickshaw, a sua volta adattamento dal giapponese jinrikisha (人力車, composto da 人 jin = uomo, 力 riki = forza e 車 sha = veicolo/carrozza) che letteralmente significa "veicolo a trazione umana".

## Storia

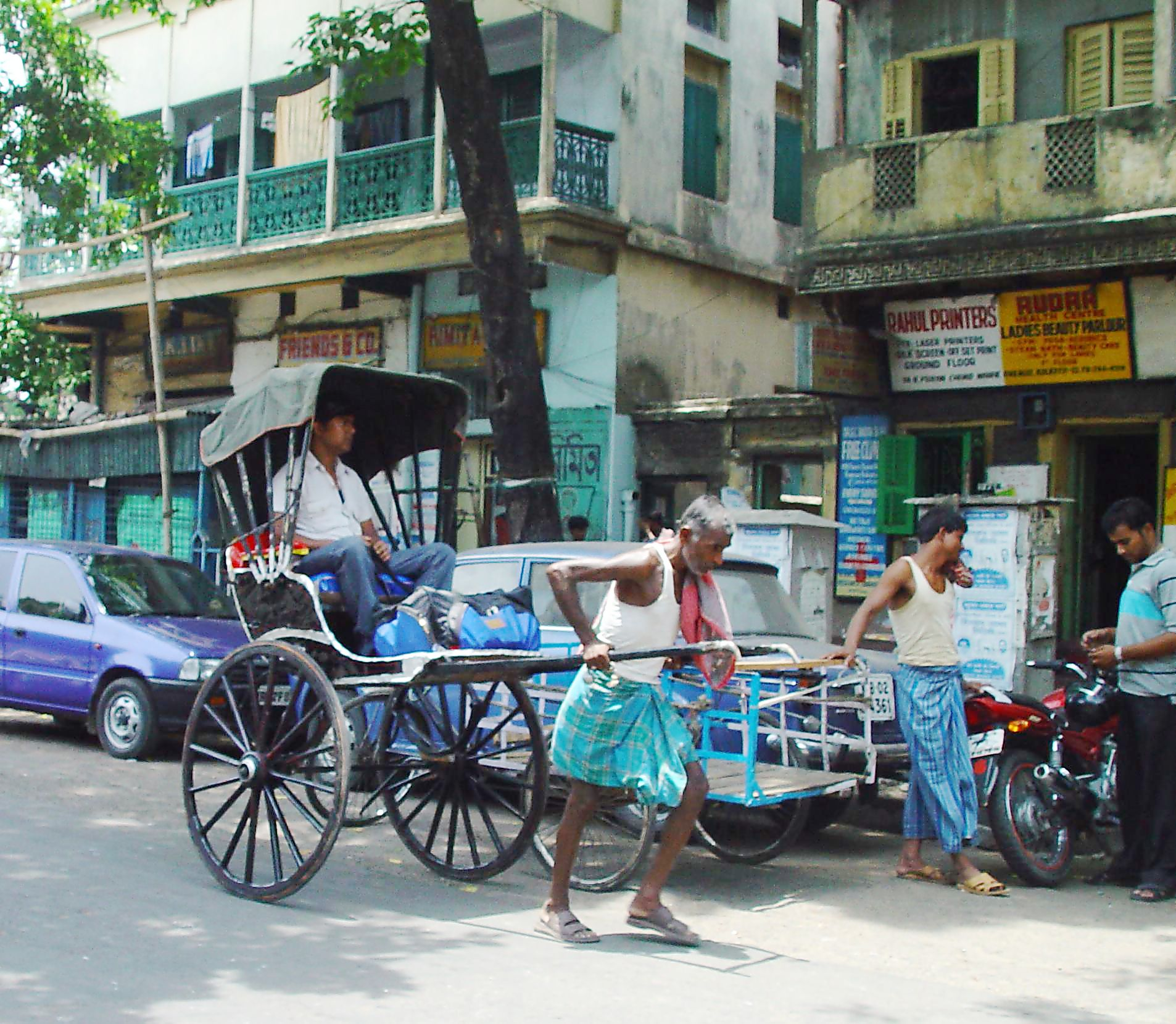
Un risciò a Calcutta

Il risciò è un mezzo relativamente recente. Il primo esemplare venne realizzato nel 1869 da un fabbro americano, Albert Tolman, per un missionario, il reverendo Jonathan Scobie, un ministro battista americano, che ne è considerato l'inventore e che lo utilizzò per trasportare la moglie invalida per le strade di Yokohama. 
Esistono tuttavia numerose altre teorie sull'origine del risciò. Una di queste vuole che fu realizzato in Giappone attorno al 1869 da Izumi Yosuke.
Intorno al 1880 i risciò apparvero in India, prima a Simla e poi a Calcutta. Inizialmente furono utilizzati dai mercanti cinesi per trasportare le merci e solo dal 1914 venne autorizzato il trasporto delle persone. La diffusione di questo mezzo fu molto ampia in tutto il sud-est asiatico.
Sono diffuse anche ad Amsterdam, la città delle biciclette, composti da biciclette coadiuvate nella pedalata da un motorino elettrico, soprattutto come alternative ai taxi che, per via dei canali, non sono molto diffusi.

## Il risciò nel cinema
Il regista giapponese Hiroshi Inagaki diresse due film omonimi, intitolati Muhomatsu No Issho, il primo nel 1943 e il secondo con distribuzione internazionale nel 1958, intitolato in italiano L'uomo del riksciò, con protagonista Toshirō Mifune; narra le vicende di Matsugoro, tiratore di risciò, che si prende cura di un bambino orfano.
Il film La città della gioia di Roland Joffé (1992), tratto dal libro omonimo di Dominique Lapierre, ambientato a Calcutta, narra la storia di un conducente di risciò, impersonato da Om Puri, rivelando la durezza delle condizioni economiche ed emotive con le quali questi lavoratori sottopagati si confrontano ogni giorno.
Le disavventure di un guidatore di un risciò sono anche alla base del film franco-vietnamita Cyclo di Trần Anh Hùng (1995).